# Victor Weisskopf
Victor Frederick Weisskopf (19. září 1908 Vídeň, Rakousko-Uhersko – 22. dubna 2002 Newton, Massachusetts, USA) byl americký fyzik židovského původu narozený ve Vídni. Během druhé světové války pracoval v Los Alamos na vývoji atomové bomby. Později pracoval v Massachusettském technologickém institutu. V letech 1961–1965 byl ředitelem organizace CERN ve Švýcarsku. Je nositelem Wolfovy ceny za fyziku za rok 1981.